# Елизабет фон Пфалц-Зимерн
Елизабет фон Пфалц-Зимерн (на немски: Elisabeth von Pfalz-Simmern; * 13 февруари 1520, Зимерн; † 18 февруари 1564,, Фюрстенау, днес в Михелщат) от род Вителсбахи (линия Пфалц-Зимерн), е принцеса от Пфалц-Зимерн и чрез женитба графиня на Ербах.

## Живот
Дъщеря е на пфалцграф и херцог Йохан II фон Пфалц-Зимерн (1492 – 1557) и маркграфиня Беатрикс фон Баден (1492 – 1535), дъщеря на маркграф Христоф I фон Баден и Отилия фон Катценелнбоген. Сестра е на курфюрст Фридрих III фон Пфалц.
Елизабет се омъжва на 9 януари 1535 г. в дворец Фюрстенау за граф Георг II фон Ербах (1506 – 1569), главен дворцов маршал на курфюрста на Пфалц в Хайделберг. Женитбата е много празнувана. Нейната зестра са 6000 златни гулдена. След това те резидират във Фюрстенау, дотогава допълнителна резиденция на графовете на Ербах. Бракът е бездетен.
Те приютяват в двора на Фюрстенау през 1554 г. италианската хуманистка Олимпия Фулвия Мората (1526 – 1555) и нейния съпруг лекарят Андреас Грундлер. Елизабет се сприятелява с нея.
Елизабет и съпругът ѝ са погребани в градската църква в Михелщат.